# Gare de Kvål
La gare de Kvål est une gare ferroviaire de la ligne de Dovre. Elle se situe dans le village de Kvål qui fait partie de la commune de Melhus.
La gare de Kvål compte parmi les plus anciennes gares de la ligne de Dovre puisqu'elle se trouve sur le tronçon Trondheim-Støren qui fut inauguré en 1864.
La gare se situe à 525,32 km d'Oslo. Aujourd'hui, la gare a le statut de halte ferroviaire, seuls les trains régionaux s'y arrêtent.